# تخطيط متقدم لجودة المنتج

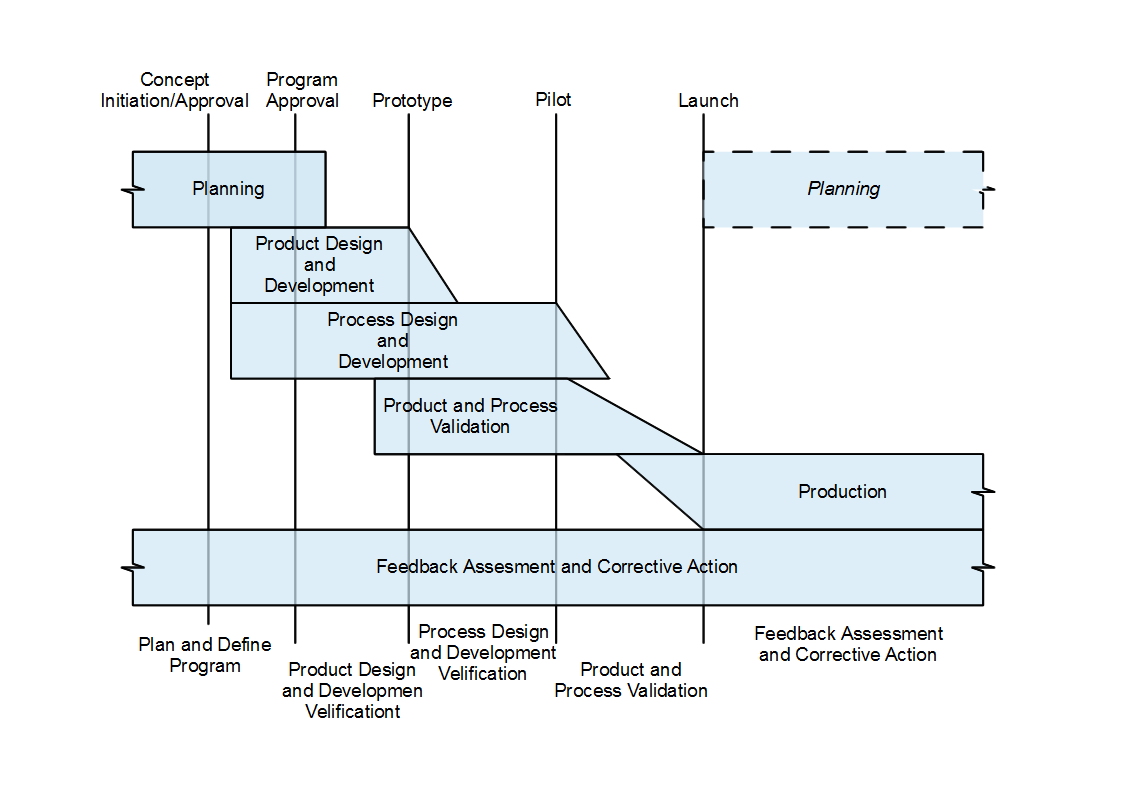
دور الهندسة المتزامنة في مراحل التخطيط المتقدم لجودة المنتج (APQP)

التخطيط المتقدم لجودة المنتج (أو APQP) هو إطار عمل يتضمن الإجراءات والتقنيات المستخدمة في تطوير المنتجات في الصناعة, وبخاصة صناعة المركبات. ويشبه هذا المصطلح إلى حد بعيد مفهوم التصميم للستة سيجما (DFSS).
إنه عبارة عن عملية محددة لنظام تطوير المنتجات خاص بشركة جنرال موتورز وفورد وكرايسلر ومورديها. وطبقًا لمجموعة عمل صناعة المركبات (AIAG), يتمثل الغرض من عملية التخطيط المتقدم لجودة المنتج في «إنشاء خطة لضمان جودة المنتج تدعم تطوير المنتجات أو الخدمات التي ستحوذ على رضا العملاء.» ويوجد وصف لهذه العملية في الدليل الخاص بمجموعة عمل صناعة المركبات، وعلى الموقع www.aiag.org أو 248-358-3003.
تخطيط الجودة (بالإنجليزية: Quality Planning)‏ هي عملية منهجية يتم بموجبها ترجمة سياسة الجودة إلى أهداف ومتطلبات قابلة للقياس، ووضع سلسلة من الخطوات لتحقيقها ضمن إطار زمني محدد. تخطيط الجودة يتبع تسلسل خطوات متعارف عليه عالميا على النحو التالي:
- تحديد العملاء والأسواق المستهدفة
- اكتشاف احتياجات العملاء المخفية والتي لم تلب
- ترجمة هذه الاحتياجات إلى متطلبات كمنتج أو خدمة: وسيلة لتلبية احتياجاتهم (معايير جديدة، مواصفات، الخ.)
- تطوير خدمة أو المنتج تتجاوز احتياجات العملاء
- تطوير العمليات التي من شأنها تقديم الخدمة، أو إنشاء المنتج، في الطريقة الأكثر فعالية
- نقل هذه التصاميم إلى القوى العاملة التي يتعين الاضطلاع بها

## معلومات تاريخية
التخطيط المتقدم لجودة المنتج هو عملية تم تطويرها في أواخر ثمانينيات القرن العشرين بواسطة لجنة من الخبراء تم انتقاؤهم من الشركات الأمريكية «الثلاثة الكبار» المصنّعة للمركبات وهي: فورد وجنرال موتورز وكرايسلر. ولقد عملت هذه اللجنة بدأت لمدة خمس سنوات كانت تسعى خلالها لتحليل تطوير المركبات العصرية آنذاك ودراسة حالة الإنتاج في الولايات المتحدة وأوروبا وبخاصة في اليابان. وفي هذا الوقت، كان نجاح شركات المركبات اليابانية قد بدأ يخطف الأنظار في السوق الأمريكية.
وحاليًا تستخدم هذه الشركات الثلاث وبعض الشركات التابعة لها عملية التخطيط المتقدم لجودة المنتج. ويشترط عادةً أن يتوفر موردين من الفئة الأولى لمتابعة إجراءات وتقنيات عملية التخطيط المتقدم لجودة المنتج وكذلك يشترط أن تتولى جهة مراجعتها وتسجيلها في أيزو/مواصفات فنية 16949. ولقد أصبحت هذه المنهجية مستخدمة الآن في قطاعات صناعية أخرى.
يتم تعريف عملية التخطيط المتقدم لجودة المنتج في دليل APQP الخاص بمجموعة عمل صناعة المركبات، ذلك الدليل الذي يعتبر جزءًا من سلسلة من الوثائق المترابطة التي تتولى مجموعة عمل صناعة المركبات ضبطها ونشرها. إلى جانب ذلك، تم إدراج الأساس الذي تم الاعتماد عليه في وضع خطة مراقبة العمليات في دليل التخطيط المتقدم لجودة المنتج. وتشتمل هذه الأدلة على ما يلي:
- دليل تحليل أنماط الأعطال وتأثيراتها (FMEA)
- دليل مراقبة العملية الإحصائية (SPC)
- دليل تحليل أنظمة القياس (MSA)
- دليل عملية اعتماد أجزاء المنتجات (PPAP)

إن مجموعة عمل صناعة المركبات (AIAG) هي جمعية غير ربحية تضم شركات المركبات وتأسست عام 1982.

## المحتوى الأساسي للتخطيط المتقدم لجودة المنتج
يعمل التخطيط المتقدم لجودة المنتج بمثابة دليل يمكن اللجوء إليه في عملية التطوير، كما أنه بمثابة طريقة معيارية لمشاركة النتائج بين الموردين وشركات المركبات. يحدد التخطيط المتقدم لجودة المنتج ثلاث مراحل وهي: التطوير والتصنيع وطرح المنتج. وفي خلال هذه المراحل، سيتم رصد 23 موضوعًا رئيسيًا، على أن يتم إكمال هذه المواضيع الثلاثة والعشرين جميعها قبل أن تبدأ عملية الإنتاج. وتضم تلك المواضيع جوانب مثل: متانة التصميم واختبار التصميم والتأكد من امتثاله للمواصفات وتصميم عملية الإنتاج ومعايير فحص الجودة وقدرة العملية والطاقة الإنتاجية وتغليف المنتج واختبار المنتج وخطة تدريب المشغلين، وذلك من بين العديد من العناصر الأخرى.
تركز عملية التخطيط المتقدم لجودة المنتج على:
- التخطيط المسبق للجودة
- تحديد ما إذا تم إرضاء العملاء من خلال إجراء تقييم على المخرج النهائي ودعم التحسين المستمر

يتألف التخطيط المتقدم لجودة المنتج من خمس مراحل، وهي:
- التخطيط للبرنامج وتحديده
- تصميم المنتج والتحقق من تطويره
- تصميم العملية والتحقق من تطويرها
- التحقق من صحة المنتج والعملية
- التشغيل وإبداء الملاحظات والتقييم واتخاذ الإجراءات التصحيحية

هناك خمسة أنشطة رئيسية:
- التخطيط
- تصميم المنتج وتطويره
- تصميم العملية وتطويرها
- التحقق من صحة المنتج والعملية
- الإنتاج

تشتمل عملية التخطيط المتقدم لجودة المنتج على سبعة عناصر رئيسية:
- فهم احتياجات العملاء
- تقديم ملاحظات استباقية واتخاذ إجراءات تصحيحية
- إجراء التصميم في إطار قدرات العملية
- تحليل أنماط الأعطال والحد منها
- التحقق والتثبت
- مراجعات التصميم
- خصائص المراقبة الخاصة / الحاسمة.

## مخرجات تخطيط الجودة
- تحديد أهداف الجودة
- تحديد العميل أو متلقى الخدمة
- تحديد احتياجات متلقى الخدمة
- تحديد الصورة المطلوبة للخدمة بما يحقق الاحتياجات
- تطوير العمليات التي تحقق الخدمة بالصورة المطلوبة